# 石動町
石動町（いするぎまち、いするぎちょう）は、富山県西礪波郡に存在した町。現在の小矢部市に当たる地域である。

## 地理
- 富山県の小矢部川中流の地域で、農業が主力産業である。また、農業と並び、紡績産業も石動町の主力産業であった。
- 1898年（明治31年）11月1日に、北陸本線金沢 - 高岡間の開業と同時に石動駅が開設されてから、富山県の西の玄関口として発展し西礪波郡の中心地区となっていた。
- 現在の石動地区は北陸本線の他に北陸自動車道や国道8号などが整備され、交通の要所となっている。

## 歴史
- 石動という地名の由来は1585年（天正13年）、前田利秀が石動山の伊須流岐比古神社（現在の石川県鹿島郡中能登町）の虚空像菩薩を城下町であった現在の石動地区に移したことが起源とされている。その後、前田利秀は菩薩を移した地域を新しい「石動」という意味で今石動（いまいするぎ）と名付けた。石動の町名は今石動という地名から名付けられた。
- 当初、礪波郡発足当初は石動町に礪波郡役所が設けられたが、1886年（明治19年）に出町（現・砺波市）に郡役所が移転。この移転に憤慨して政界に進出した上埜安太郎により、1896年（明治29年）に礪波郡を東西に分けて西礪波郡に移行した際に再び石動町に郡役所が設けられて、1942年（昭和17年）からは西礪波地方事務所が設けられていた（1966年に廃止）。人口は26,973人（1962年）。
- 1947年（昭和22年）10月31日、昭和天皇の戦後巡幸。石動小学校に昭和天皇を迎えて町民らが奉迎を行った[3]。
- 現在の小矢部市石動町（いするぎまち）は石動駅前の北側に位置している。

## 沿革
- 1889年（明治22年）4月1日 - 町村制の施行により、今石動町、福町村、小矢部村、寄島村、上野本（うわのほん）村、小矢部島村、坂又（さかまた）村の区域の一部、畠中（はたなか）村の区域の一部、後谷（うしろだに）村の区域の一部、桜町村の区域の一部、野端（のばな）村の区域の一部、小神（おこ）村の区域の一部、桜町村の入会地及び上野本村の入会地の区域をもって、礪波郡石動町が発足する。この時点での面積は3.49 m2[4]。
- 1896年（明治29年）
  - 3月29日 - 所属郡が西礪波郡に変更する。
  - 6月 - 大字坂又の一部が荒川村に分割される[5]。
- 1938年（昭和13年）末 - この時点での人口は7,884人[6]。
- 1953年（昭和28年）9月10日 - 西礪波郡石動町、宮島村、子撫村、南谷村、埴生村、正得村、松沢村及び荒川村が合併して、西礪波郡石動町が発足する。
- 1954年（昭和29年）10月1日 - 西礪波郡北蟹谷村を編入する。
- 1957年（昭和32年）9月30日 - 西礪波郡若林村の区域の内、金屋本江、水牧、下中の区域の一部及び西中の区域の一部の区域を編入する。
- 1962年（昭和37年）8月1日 - 西礪波郡石動町及び砺中町が合併して、小矢部市が発足する。